# 클리퍼드 대수

환론에서 클리퍼드 대수(Clifford代數, 영어: Clifford algebra)는 이차 형식에 의하여 정의되는 결합 대수의 한 종류이다. 복소수체와 사원수환의 일반화이며, 외대수의 양자화로 여길 수 있다.

## 정의
클리퍼드 대수의 개념은 다양하게 정의될 수 있다.
- 추상적으로 어떤 보편 성질을 통해 정의될 수 있다.
- 구체적으로 텐서 대수의 몫대수로 정의될 수 있다.

### 보편 성질을 통한 정의
가환환 {\displaystyle K} 위의 가군 {\displaystyle V} 위의 이차 형식 {\displaystyle Q\colon V\to K}가 주어졌다고 하자. 그렇다면 클리퍼드 대수 {\displaystyle \operatorname {Cliff} (V,Q)}는 다음 공리를 만족시키는, {\displaystyle V}를 포함하는 가장 일반적인 {\displaystyle K}-단위 결합 대수다.
{\displaystyle v^{2}=Q(v)\qquad \forall v\in V}
즉, 범주론적으로 클리퍼드 대수는 다음과 같은 보편 성질을 만족시킨다.
{\displaystyle K} 위의 단위 결합 대수들의 범주 {\displaystyle \operatorname {uAssocAlg} _{K}}에서, {\displaystyle j(v)^{2}=Q(v)1_{A}\forall v\in V}를 만족시키는 임의의 대수 {\displaystyle (A,j\colon V\to A)}가 주어지면, 다음 그림을 가환시키는 유일한 대수 준동형 {\displaystyle f\colon \operatorname {Cliff} (V,Q)\to A}가 존재한다.
{\displaystyle {\begin{matrix}V&{\overset {i}{\to }}&\operatorname {Cliff} (V,Q)\\&{\scriptstyle j}\searrow &\downarrow \scriptstyle \exists !f\\&&A\end{matrix}}}
여기서 {\displaystyle i\colon V\to \operatorname {Cliff} (V,Q)}는 보통 생략한다.
이는 이차 공간(이차 형식을 갖춘 가군)의 범주 {\displaystyle \operatorname {QMod} _{K}}에서 단위 결합 대수의 범주로 가는 함자를 정의한다.
{\displaystyle \operatorname {Cliff} \colon \operatorname {QMod} _{K}\to \operatorname {uAssocAlg} _{K}}
({\displaystyle \operatorname {QMod} _{K}}의 사상은 가군 준동형 {\displaystyle \phi \colon M\to N} 가운데 {\displaystyle Q_{M}=\phi \circ Q_{N}}인 것이다.)

### 텐서 대수를 통한 구성
클리퍼드 대수는 구체적으로 다음과 같다.
{\displaystyle \operatorname {Cliff} (V,Q;K)=\operatorname {T} (V;K)/{\mathfrak {i}}(Q)}
여기서 {\displaystyle \operatorname {T} (V;K)}는 {\displaystyle V}에 대한 {\displaystyle K}-텐서 대수
{\displaystyle \operatorname {T} (V;K)=\bigoplus _{n=0}^{\infty }V^{\otimes n}=K\oplus V\oplus V\otimes _{K}V\oplus V\otimes _{K}V\otimes _{K}V+\cdots }
이며,
{\displaystyle {\mathfrak {i}}(Q)=(v\otimes v-Q(v))_{v\in V}=\left\{w\left(\sum _{i=1}^{n}v_{i}\otimes v_{i}-Q(v_{i})\right)w'\colon w,w'\in \operatorname {T} _{K}(V),\;n\in \mathbb {N} ,\;v_{1},\dots ,v_{n}\in V\right\}}
는 {\displaystyle \{v\otimes v-Q(v)\colon v\in V\}}에 의하여 생성되는 양쪽 아이디얼이다.
이 경우
{\displaystyle uv+vu=(u+v)^{2}-u^{2}-v^{2}=Q(u+v)-Q(u)-Q(v)}
이므로, 두 벡터 원소의 반교환자는 {\displaystyle Q}의 연관 쌍선형 형식과 같다.

### 등급과 여과
텐서 대수 {\displaystyle \operatorname {T} (V;K)}는 자연스러운 자연수 등급을 갖는다.
{\displaystyle \operatorname {T} (V;K)=\bigoplus _{n=0}^{\infty }\operatorname {T} ^{n}(V;K)}
클리퍼드 대수는 텐서 대수의 몫인데, 이 경우 몫을 취하는 아이디얼(로 정의되는 동치 관계)은 일반적으로 자연수 등급을 보존하지 않는다. 다만, 이 아이디얼은 {\displaystyle \mathbb {Z} /2} 등급을 보존한다. 즉,
{\displaystyle \operatorname {T} ^{+}(V;K)=\bigoplus _{n=0}^{\infty }\operatorname {T} ^{2n}(V;K)}
{\displaystyle \operatorname {T} ^{-}(V;K)=\bigoplus _{n=0}^{\infty }\operatorname {T} ^{2n+1}(V;K)}
을 정의했을 때, 클리퍼드 대수를 구성하는 아이디얼은 위 {\displaystyle \mathbb {Z} /2} 구조를 보존하며, 따라서 클리퍼드 대수는 {\displaystyle K} 위의 {\displaystyle \mathbb {Z} /2}-등급 대수를 이룬다.
{\displaystyle \operatorname {Cliff} ^{+}(V;K)={\frac {\operatorname {T} ^{+}(V;K)}{{\mathfrak {i}}(Q)}}}
{\displaystyle \operatorname {Cliff} ^{-}(V;K)={\frac {\operatorname {T} ^{-}(V;K)}{{\mathfrak {i}}(Q)}}}
특히, 클리퍼드 대수 {\displaystyle \operatorname {Cliff} (V,Q;K)}에서, 짝수 등급 부분 대수 {\displaystyle \operatorname {Cliff} ^{+}(V,Q;K)} 역시 클리퍼드 대수를 이룬다. 만약
{\displaystyle V=\operatorname {Span} _{K}\{a\}\oplus U}
{\displaystyle Q(ta+u)=t^{2}Q(a)+Q|_{U}(u)\qquad \forall t\in K,\;u\in U}
{\displaystyle Q(a)\neq 0}
라면,
{\displaystyle \operatorname {Cliff} ^{+}(V,Q;K)\cong \operatorname {Cliff} (U,-Q(a)Q|_{U};K)}
이다.
비록 텐서 대수의 자연수 등급은 등급으로서 살아남지 못하지만, 이는 클리퍼드 대수 위의  자연수 오름 여과를 정의한다. 구체적으로, 텐서 대수 {\displaystyle \operatorname {T} (V;K)}의 등급으로 정의되는 오름 여과
{\displaystyle F^{n}\operatorname {T} (V;K)=\bigoplus _{m\leq n}\operatorname {T} ^{m}(V;K)=K\oplus V\oplus V\otimes _{K}V\oplus \cdots V^{\otimes _{K}n}}
를 생각하자. 그렇다면,
{\displaystyle K=F^{0}\operatorname {T} (V;K)\subseteq F^{1}\operatorname {T} (V;K)\subseteq F^{2}\operatorname {T} (V;K)\subseteq \cdots }
이다. 클리퍼드 대수를 정의하는 아이디얼 {\displaystyle {\mathfrak {i}}(Q)}은 이 여과와 호환된다. 구체적으로,  {\displaystyle (F^{n}\operatorname {T} (V;K)\cap {\mathfrak {i}}(Q))/\operatorname {F} ^{n+1}\operatorname {T} (V;K)}는 {\displaystyle F^{n}\operatorname {T} (V;K)/F^{n+1}\operatorname {T} (V;K)}의 아이디얼을 이룬다. 따라서, 자연스럽게 몫대수 {\displaystyle \operatorname {Cliff} (V,Q;K)} 위에도 여과
{\displaystyle F^{n}\operatorname {Cliff} (V,Q;K)=\bigoplus _{m\leq n}\operatorname {T} ^{m}(V;K)/{\mathfrak {i}}(Q)}
가 존재하며, 따라서 클리퍼드 대수는 자연수 오름 여과를 갖는다.
이 여과로부터 정의되는 자연수 등급 대수는 외대수와 표준적으로 동형이다.
{\displaystyle \bigoplus _{n=0}^{\infty }{\frac {F^{n}\operatorname {Cliff} (V,Q;K)}{F^{n-1}\operatorname {Cliff} (V,Q;K)}}\cong \Lambda (V;K)}

### 대합
가환환 {\displaystyle K} 위의 클리퍼드 대수 {\displaystyle \operatorname {Cliff} (V,Q;K)} 위에, 다음과 같은 자기 동형이 존재한다.
{\displaystyle \alpha \colon v_{1}v_{2}\cdots v_{k}\mapsto (-)^{k}v_{1}v_{2}\cdots v_{k}\qquad (\forall v_{1},v_{2},\dots ,v_{k}\in V)}
(만약 가환환 {\displaystyle K}의 표수가 2라면 이는 항등 함수이다.) {\displaystyle \alpha ^{2}}는 항등 함수이므로 이는 대합을 이룬다.
마찬가지로, {\displaystyle \operatorname {Cliff} (V,Q;K)} 위에 다음과 같은 반자기 동형(영어: anti-automorphism)이 존재한다.
{\displaystyle (-)^{\top }\colon \operatorname {Cliff} (V,Q;K)\mapsto \operatorname {Cliff} (V,Q;K)^{\operatorname {op} }}
{\displaystyle (-)^{\top }\colon v_{1}v_{2}\cdots v_{k}\mapsto v_{k}\cdots v_{2}v_{1}\qquad (\forall v_{1},v_{2},\dots ,v_{k}\in V)}
(여기서 {\displaystyle (-)^{\operatorname {op} }}는 반대환을 뜻한다.) {\displaystyle \alpha }와 {\displaystyle (-)^{\top }}는 서로 가환하며, 이 둘을 합성하면 다음과 같은 클리퍼드 수반(영어: Clifford conjugation)을 얻는다.
{\displaystyle {\bar {x}}=\alpha (x^{\top })=(\alpha (x))^{\top }}
{\displaystyle x\mapsto x^{\top }}와 {\displaystyle x\mapsto {\bar {x}}} 역시 대합을 이룬다.
이 연산들은 {\displaystyle \mathbb {N} } 등급이 {\displaystyle k}인 원소 {\displaystyle x}에 대하여 다음과 같다.
{\displaystyle \alpha (x)=(-)^{k}x}
{\displaystyle x^{\top }=(-)^{k(k-1)/2}x}
{\displaystyle {\bar {x}}=(-)^{k(k+1)/2}x}
즉, 이는 {\displaystyle k{\bmod {4}}}에 대하여 다음과 같이 의존한다.
| 연산                       | {\displaystyle k\equiv 0{\pmod {4}}} | {\displaystyle k\equiv 1{\pmod {4}}} | {\displaystyle k\equiv 2{\pmod {4}}} | {\displaystyle k\equiv 3{\pmod {4}}} |
| -------------------------- | ------------------------------------ | ------------------------------------ | ------------------------------------ | ------------------------------------ |
| {\displaystyle \alpha (x)} | {\displaystyle +x}                   | {\displaystyle -x}                   | {\displaystyle +x}                   | {\displaystyle -x}                   |
| {\displaystyle x^{\top }}  | {\displaystyle +x}                   | {\displaystyle +x}                   | {\displaystyle -x}                   | {\displaystyle -x}                   |
| {\displaystyle {\bar {x}}} | {\displaystyle +x}                   | {\displaystyle -x}                   | {\displaystyle -x}                   | {\displaystyle +x}                   |

### 노름과 내적
가환환 {\displaystyle K} 위의 클리퍼드 대수 {\displaystyle \operatorname {Cliff} (V,Q;K)} 위에 다음과 같은 쌍선형 형식 및 이차 형식을 정의할 수 있다.
{\displaystyle \langle x,y\rangle =\langle x^{\top }y\rangle }
{\displaystyle {\tilde {Q}}(x)=\langle x^{\top }x\rangle }
여기서 {\displaystyle \langle -\rangle }은 {\displaystyle \mathbb {N} } 등급에서, 등급 0의 성분으로의 사영을 뜻한다.
이는 다음 성질을 만족시킨다.
{\displaystyle \langle x,ay\rangle =\langle a^{\top }x,y\rangle }

## 성질
만약 {\displaystyle Q}가
{\displaystyle V=U\oplus W}
{\displaystyle Q(u+w)=Q(u)\qquad \forall u\in U,w\in W}
라면 (즉, {\displaystyle Q|_{W}=0}라면),
{\displaystyle \operatorname {Cliff} (V,Q;K)\cong \Lambda (W;K){\hat {\otimes }}_{K}\operatorname {Cliff} (U,Q;K)}
가 된다. 따라서, 만약 {\displaystyle V}가 반단순 가군이라면 {\displaystyle V\cong (\operatorname {rad} Q)\oplus V/(\operatorname {rad} Q)}이므로 위와 같은 분해를 사용할 수 있다. 따라서, {\displaystyle V}가 반단순 가군일 때 클리퍼드 대수의 분해는 {\displaystyle Q}가 비특이 이차 형식인 경우로 귀결된다. 특히, {\displaystyle K}가 체(또는 유한 개의 체들의 직접곱)라면, 모든 가군은 반단순 가군이 되므로 위와 같은 분해를 사용할 수 있다.
{\displaystyle K}가 체이며, {\displaystyle V}가 그 위의 유한 차원 벡터 공간이고, 그 차원이 {\displaystyle n}이라고 하자. 그렇다면, 클리퍼드 대수 {\displaystyle \operatorname {Cliff} (V,Q;K)}는 {\displaystyle 2^{n}}차원 벡터 공간이다. {\displaystyle \{e_{i}\}_{i=1,\dots ,n}}이 {\displaystyle V}의 기저라고 하자. 그렇다면 {\displaystyle \operatorname {Cliff} (V,Q;K)}의 기저는 다음과 같이 주어진다.
{\displaystyle \{e_{i_{1}}e_{i_{2}}\dotsb e_{i_{k}}|1\leq i_{1}<i_{2}<\dotsb <i_{k}\leq n\}}

### 외대수와의 관계
체 {\displaystyle K} 위의 클리퍼드 대수 {\displaystyle \operatorname {Cliff} (V,Q;K)}는 {\displaystyle K}-가군으로서 외대수 {\displaystyle \Lambda _{K}(V)}와 동형이다. 만약 {\displaystyle Q=0}일 경우 {\displaystyle \operatorname {Cliff} (V,0;K)}는 외대수 {\displaystyle \Lambda (V;K)}와 대수로서 동형이지만, {\displaystyle Q\neq 0}일 경우 외대수와 대수로서 다르다. 따라서, 클리퍼드 대수는 외대수의 일종의 양자화로 생각할 수 있다.

### 환론적 성질
가환환 {\displaystyle K} 위의 유한 생성 사영 가군 {\displaystyle M} 위의 비퇴화 이차 형식 {\displaystyle Q}의 클리퍼드 대수 {\displaystyle \operatorname {Cliff} (M,Q;K)}는 등급 아즈마야 대수(영어: graded Azumaya algebra)이다.:152, Corollary 3.7.4 또한, 만약 모든 소 아이디얼 {\displaystyle {\mathfrak {p}}\in \operatorname {Spec} K}에 대하여 {\displaystyle M\otimes _{K}K_{\mathfrak {p}}}가 짝수 계수 {\displaystyle K_{\mathfrak {p}}}-자유 가군이라면, {\displaystyle \operatorname {Cliff} (M,Q;K)}는 짝수형 등급 아즈마야 대수이며, 반대로 만약 모든 소 아이디얼 {\displaystyle {\mathfrak {p}}\in \operatorname {Spec} K}에 대하여 {\displaystyle M\otimes _{K}K_{\mathfrak {p}}}가 홀수 계수 {\displaystyle K_{\mathfrak {p}}}-자유 가군이라면, {\displaystyle \operatorname {Cliff} (M,Q;K)}는 홀수형 등급 아즈마야 대수이다. (여기서 {\displaystyle K_{\mathfrak {p}}}는 국소화이다.)
특히, 만약 {\displaystyle K}가 표수가 2가 아닌 체라면, {\displaystyle \operatorname {Cliff} (V,Q;K)}는 등급 중심 단순 대수(영어: graded central simple algebra)이다.:109, Theorem 2.1
- 만약 {\displaystyle V}가 짝수 차원이라면 {\displaystyle \operatorname {Cliff} (V,Q;K)}는 짝수형 등급 중심 단순 대수이다. 즉, {\displaystyle \operatorname {Z} (\operatorname {Cliff} (V,Q;K))=K}이며, {\displaystyle \mathbb {Z} /2}-등급 구조를 잊으면 중심 단순 대수를 이룬다.
- 만약 {\displaystyle V}가 짝수 차원이라면 {\displaystyle \operatorname {Cliff} (V,Q;K)}는 홀수형 등급 중심 단순 대수이다. 즉, {\displaystyle \mathbb {Z} /2}-등급 구조를 잊으면 {\displaystyle \operatorname {Cliff} (V,Q;K)}는 중심 단순 대수가 아니지만, {\displaystyle \operatorname {Cliff} ^{+}(V,Q;K)}는 중심 단순 대수를 이룬다.

#### 반단순성
표수가 2가 아닌 체 {\displaystyle K} 위의 유한 차원 벡터 공간 {\displaystyle V=\operatorname {Span} _{K}\{e_{1},e_{2},\dots ,e_{n}\}} 위의 모든 이차 형식은 대각화할 수 있다. 즉, 다음과 같은 꼴로 놓을 수 있다.
{\displaystyle Q(a_{1}e_{1}+a_{2}e_{2}+\cdots +a_{n}e_{n})=c_{1}a_{1}^{2}+c_{2}a_{2}^{2}+\cdots +c_{n}a_{n}^{2}\qquad (a_{1},\dots ,a_{n},c_{1},\dots ,c_{n}\in K)}
이렇게 놓았을 때, 클리퍼드 대수 {\displaystyle \operatorname {Cliff} (V,Q;K)}는 (유한 차원 {\displaystyle K}-벡터 공간이므로) 항상 아르틴 환이다. 또한, 다음 두 조건이 서로 동치이다.:210, Supplementary Exercise 35(a)
- {\displaystyle \operatorname {Cliff} (V,Q;K)}는 반단순환이다. 즉, 아르틴-웨더번 정리에 따라 유한 개의 나눗셈환 위의 행렬환들의 직접곱이다.
- 모든 {\displaystyle i=1,2,\dots ,n}에 대하여 {\displaystyle c_{i}\neq 0}이다.

또한, {\displaystyle \operatorname {Cliff} (V,Q;K)}는 2개 이하의 단순환의 직접곱이다.:211, Supplementary Exercise 35(b)

#### 중심
표수가 2가 아닌 체 {\displaystyle K} 위의 유한 차원 벡터 공간 {\displaystyle V=\operatorname {Span} _{K}\{e_{1},e_{2},\dots ,e_{n}\}} 위의 모든 이차 형식은 대각화할 수 있다. 즉, 다음과 같은 꼴로 놓을 수 있다.
{\displaystyle Q(a_{1}e_{1}+a_{2}e_{2}+\cdots +a_{n}e_{n})=c_{1}a_{1}^{2}+c_{2}a_{2}^{2}+\cdots +c_{n}a_{n}^{2}\qquad (a_{1},\dots ,a_{n},c_{1},\dots ,c_{n}\in K)}
이렇게 놓았을 때, 클리퍼드 대수 {\displaystyle \operatorname {Cliff} (V,Q;K)}의 중심은 다음과 같다.
{\displaystyle \operatorname {Z} \left(\operatorname {Cliff} (V,Q;K)\right)={\begin{cases}K&2\mid n\\K+Ke_{1}e_{2}\cdots e_{n}&2\nmid n\end{cases}}}

#### 스칼라 확대
가환환 {\displaystyle K}, {\displaystyle {\tilde {K}}}과 환 준동형 {\displaystyle \phi \colon K\to {\tilde {K}}} 및 {\displaystyle K}-가군 {\displaystyle M} 및 그 위의 이차 형식 {\displaystyle Q}가 주어졌다고 하자. 그렇다면, {\displaystyle (M,Q)}의 스칼라 확대 {\displaystyle (M\otimes _{K}{\tilde {K}},Q\otimes _{K}1)}의 클리퍼드 대수는 다음과 같은 {\displaystyle \mathbb {Z} /2}-등급 {\displaystyle {\tilde {K}}}-대수이다.:195, Proposition IV.1.2.3
{\displaystyle \operatorname {Cliff} (M\otimes _{K}{\tilde {K}},Q\otimes _{K}1)\cong \operatorname {Cliff} (M,Q)\otimes _{K}{\tilde {K}}}

### 클리퍼드 군
클리퍼드 대수의 특정 가역원들은 클리퍼드 군이라는 군을 이룬다. 핀 군과 스핀 군은 클리퍼드 군의 부분군을 이룬다.

## 분류

### 직합에 대한 분해
가환환 {\displaystyle K} 및 임의의 두 {\displaystyle \mathbb {Z} /2}-등급 {\displaystyle K}-단위 결합 대수 {\displaystyle A}, {\displaystyle A'}가 주어졌다고 하자. 그렇다면,
{\displaystyle B=A\otimes _{A}'}
위에 다음과 같은 {\displaystyle \mathbb {Z} /2}등급 {\displaystyle K}-단위 결합 대수의 구조를 부여할 수 있다.
{\displaystyle B_{0}=A_{0}\otimes _{K}A'_{0}\oplus A_{1}\otimes _{K}A'_{1}}
{\displaystyle B_{1}=A_{0}\otimes _{K}A'_{1}\oplus A_{1}\otimes _{K}A'_{0}}
{\displaystyle (a\otimes _{K}a')(b\otimes _{K}b')=(-)^{\deg a'\deg b'}(ab)\otimes _{K}(a'b')\qquad (a,b\in A,\;a',b'\in A')}
여기서 {\displaystyle A_{0}} 및 {\displaystyle A_{1}}은 등급이 0 및 1인 성분들의 부분 집합이다. 이 {\displaystyle \mathbb {Z} /2}등급 {\displaystyle K}-단위 결합 대수를 {\displaystyle A{\hat {\otimes }}_{K}A'}으로 표기하자.
가환환 {\displaystyle K} 위의 두 이차 공간 {\displaystyle (V,Q)}, {\displaystyle (V',Q')}이 주어졌다고 하자. 그렇다면, 그 직합 {\displaystyle (V\oplus V',Q\oplus Q')} 위의 클리퍼드 대수는 {\displaystyle \mathbb {Z} /2}-등급 {\displaystyle K}-단위 결합 대수로서 다음과 동형이다.:195, Theorem IV.1.3.1
{\displaystyle \operatorname {Cliff} (V\oplus V',Q\oplus Q';K)\cong \operatorname {Cliff} (V,Q;K){\hat {\otimes }}_{K}\operatorname {Cliff} (V',Q';K)}
따라서, 클리퍼드 대수의 분류는 직합으로 분해할 수 없는 이차 공간 위의 클리퍼드 대수의 분류로 귀결된다.

### 체 위의 클리퍼드 대수의 분류
표수가 2가 아닌 체 {\displaystyle K} 위의 {\displaystyle n}차원 벡터 공간 {\displaystyle V} 위의 비퇴화 이차 형식 {\displaystyle Q}로 정의되는 클리퍼드 대수 {\displaystyle \operatorname {Cliff} (V,Q;K)}는 등급 중심 단순 대수(영어: graded central simple algebra)이며, 이에 대하여 완전한 분류가 존재한다. 이는 다음과 같다.:111, §V.2
- {\displaystyle n}이 짝수일 때: {\displaystyle \operatorname {Cliff} (V,Q;K)}는 {\displaystyle K} 위의 중심 단순 대수이다.
  - {\displaystyle \operatorname {Z} (\operatorname {Cliff} ^{+}(V,Q;K))\cong K({\sqrt {a}})} ({\displaystyle a\in K^{\times }/(K^{\times })^{2})})의 꼴이라면, {\displaystyle \operatorname {Cliff} ^{+}(V,Q;K)}는 {\displaystyle K({\sqrt {a}})} 위의 중심 단순 대수이다.
  - {\displaystyle \operatorname {Z} (\operatorname {Cliff} ^{+}(V,Q;K))\cong K\times K}의 꼴이라면, {\displaystyle \operatorname {Cliff} ^{+}(V,Q;K)\cong A^{2}}는 {\displaystyle K} 위의 어떤 중심 단순 대수 {\displaystyle A}의 제곱과 동형이다.
- {\displaystyle n}이 홀수일 때: {\displaystyle \operatorname {Cliff} ^{+}(V,Q;K)}는 {\displaystyle K} 위의 중심 단순 대수이다.
  - {\displaystyle \operatorname {Z} (\operatorname {Cliff} (V,Q;K))\cong K({\sqrt {a}})} ({\displaystyle a\in K^{\times }/(K^{\times })^{2})})의 꼴이라면, {\displaystyle \operatorname {Cliff} (V,Q;K)}는 확대체 {\displaystyle K({\sqrt {a}})} 위의 중심 단순 대수이다.
  - {\displaystyle \operatorname {Z} (\operatorname {Cliff} (V,Q;K))\cong K\times K}의 꼴이라면, {\displaystyle \operatorname {Cliff} (V,Q;K)\cong A^{2}}은 {\displaystyle K} 위의 어떤 중심 단순 대수 {\displaystyle A}의 제곱과 동형이다.

아르틴-웨더번 정리에 의하여, 체 {\displaystyle K} 위의 {\displaystyle 2^{n}}차원 중심 단순 대수는 어떤 {\displaystyle K}-중심 단순 대수인 {\displaystyle 2^{k}}차원 나눗셈환 {\displaystyle D} 위의 행렬환 {\displaystyle \operatorname {Mat} (2^{n-k};D)}과 동형이다.

### 복소수 클리퍼드 대수
{\displaystyle K=\mathbb {C} }가 복소수체이며, {\displaystyle (V,Q)}가 비퇴화 이차 형식이 주어진 유한 차원 복소수 벡터 공간이라고 하자. 복소수의 경우, 부호수의 개념이 존재하지 않고, 오직 {\displaystyle n=\dim _{\mathbb {C} }V}만 고려하면 된다. 이에 대한 클리퍼드 대수를 {\displaystyle \operatorname {Cliff} (n;\mathbb {C} )}로 쓰면, 이는 {\displaystyle \mathbb {C} }-단위 결합 대수로서 다음과 같다.
{\displaystyle \operatorname {Cliff} (n;\mathbb {C} )\cong {\begin{cases}\operatorname {Mat} (2^{n/2};\mathbb {C} )&2\mid n\\\operatorname {Mat} (2^{(n-1)/2};\mathbb {C} )\oplus \operatorname {Mat} (2^{(n-1)/2};\mathbb {C} )&2\nmid n\end{cases}}}
즉, 다음과 같은 주기 2의 보트 주기성이 존재한다.
{\displaystyle \operatorname {Cliff} (n+2;\mathbb {C} )\cong \operatorname {Mat} (2;\mathbb {C} )\otimes _{\mathbb {C} }\operatorname {Cliff} (n;\mathbb {C} )}
특히, 낮은 차원의 경우 이는 다음과 같다.
{\displaystyle \operatorname {Cliff} (0;\mathbb {C} )\cong \mathbb {C} }
{\displaystyle \operatorname {Cliff} (1;\mathbb {C} )\cong \mathbb {C} \oplus \mathbb {C} } (테사린, tessarine)
{\displaystyle \operatorname {Cliff} (2;\mathbb {C} )\cong \operatorname {Mat} (2;\mathbb {C} )} (2×2 복소 행렬)

### 실수 클리퍼드 대수
{\displaystyle K=\mathbb {R} }가 실수체이며, {\displaystyle V}가 유한 차원 실수 벡터 공간이고, {\displaystyle Q}가 부호수가 {\displaystyle (p,q)}인 비퇴화 이차 형식이라고 하자. 이 경우, 이에 대한 클리퍼드 대수를 {\displaystyle \operatorname {Cliff} (p,q;\mathbb {R} )}로 쓰자. 낮은 차원의 실수 클리퍼드 대수들은 다음과 같다.
{\displaystyle \operatorname {Cliff} (0,0;\mathbb {R} )\cong \mathbb {R} } (실수)
{\displaystyle \operatorname {Cliff} (0,1;\mathbb {R} )\cong \mathbb {C} } (복소수)
{\displaystyle \operatorname {Cliff} (1,0;\mathbb {R} )\cong \mathbb {R} \oplus \mathbb {R} } (분할복소수)
{\displaystyle \operatorname {Cliff} (0,2;\mathbb {R} )\cong \mathbb {H} } (사원수)
{\displaystyle \operatorname {Cliff} (2,0;\mathbb {R} )\cong \operatorname {Cliff} (1,1;\mathbb {R} )\cong \operatorname {Mat} (2;\mathbb {R} )} (2×2 실수 행렬)
또한, 다음과 같은 주기 8의 보트 주기성이 성립한다.
{\displaystyle \operatorname {Cliff} (p+2,q;\mathbb {R} )\cong \operatorname {Mat} (2;\mathbb {R} )\otimes _{\mathbb {R} }\operatorname {Cliff} (q,p;\mathbb {R} )}
{\displaystyle \operatorname {Cliff} (p+1,q+1;\mathbb {R} )\cong \operatorname {Mat} (2;\mathbb {R} )\otimes _{\mathbb {R} }\operatorname {Cliff} (p,q;\mathbb {R} )}
{\displaystyle \operatorname {Cliff} (p,q+2;\mathbb {R} )\cong \mathbb {H} \otimes _{\mathbb {R} }\operatorname {Cliff} (q,p;\mathbb {R} )}
이에 따라, 모든 유한 차원 및 부호수에서의 실수 클리퍼드 대수를 분류할 수 있다.
즉, 실수 클리퍼드 대수 {\displaystyle \operatorname {Cliff} (p,q;\mathbb {R} )}들은 다음과 같은 클리퍼드 시계(Clifford時計, 영어: Clifford clock)로 나타낼 수 있다.
{\displaystyle {\begin{matrix}_{\displaystyle {\mathsf {8}}}&&^{\displaystyle {\mathsf {1}}}&&_{\displaystyle {\mathsf {2}}}\\&_{\displaystyle \mathbb {R} }&^{\displaystyle \mathbb {R} ^{\oplus 2}}&_{\displaystyle \mathbb {R} }\\{\mathsf {7}}\quad &\mathbb {C} \quad &&\quad \mathbb {C} &\quad {\mathsf {3}}\\&^{\displaystyle \mathbb {H} }&_{\displaystyle \mathbb {H} ^{\oplus 2}}&^{\displaystyle \mathbb {H} }\\^{\displaystyle {\mathsf {6}}}&&_{\displaystyle {\mathsf {5}}}&&^{\displaystyle {\mathsf {4}}}\end{matrix}}}
즉, {\displaystyle \operatorname {Cliff} (p,q;\mathbb {R} )}는 {\displaystyle p-q{\bmod {8}}}이 가리키는 방향에 적힌 대수 위의 행렬 대수이며, 행렬 대수의 크기는 {\displaystyle \dim _{\mathbb {R} }\operatorname {Cliff} (p,q;\mathbb {R} )=2^{p+q}}으로부터 계산할 수 있다. 예를 들어, {\displaystyle n\equiv 3{\pmod {8}}}일 때
{\displaystyle \operatorname {Cliff} (0,n;\mathbb {R} )\cong \operatorname {Mat} (\mathbb {H} ;2^{n}/(2\dim _{\mathbb {R} }\mathbb {H} ))\oplus \operatorname {Mat} (\mathbb {H} ;2^{n}/(2\dim _{\mathbb {R} }\mathbb {H} ))=\operatorname {Mat} (\mathbb {H} ;2^{n-3})\oplus \operatorname {Mat} (\mathbb {H} ;2^{n-3})}
이다.

### 홀수 표수의 유한체
홀수 표수의 유한체 {\displaystyle K=\mathbb {F} _{q}} 위의 {\displaystyle n}차원 벡터 공간 위의 대각화된 비퇴화 이차 형식
{\displaystyle Q=\operatorname {diag} (a_{1},a_{2},\dots ,a_{n})}
이 주어졌다고 하자. 이 경우
{\displaystyle \delta =[(-1)^{n(n-1)/2}a_{1}a_{2}\cdots a_{n}]\in \mathbb {F} _{q}^{\times }/(\mathbb {F} _{q}^{\times })^{2}\cong \mathbb {Z} /2}
을 정의하자.
이 경우, 클리퍼드 대수는 다음과 같다.
| {\displaystyle \delta }                        | {\displaystyle n} | {\displaystyle \operatorname {Cliff} (\mathbb {F} _{q}^{n},Q;\mathbb {F} _{q})} | {\displaystyle \operatorname {Cliff} ^{+}(\mathbb {F} _{q}^{n},Q;\mathbb {F} _{q})} | {\displaystyle \operatorname {O} (V,Q;\mathbb {F} _{q})}   |
| ---------------------------------------------- | ----------------- | ------------------------------------------------------------------------------- | ----------------------------------------------------------------------------------- | ---------------------------------------------------------- |
| 제곱수 ({\displaystyle Q}가 플러스형)          | 짝수              | {\displaystyle \operatorname {Mat} (2^{n/2};\mathbb {F} _{q})}                  | {\displaystyle \operatorname {Mat} (2^{n/2-1};\mathbb {F} _{q})^{2}}                | {\displaystyle \operatorname {O} ^{+}(n;\mathbb {F} _{q})} |
| 제곱수                                         | 홀수              | {\displaystyle \operatorname {Mat} (2^{(n-1)/2};\mathbb {F} _{q})^{2}}          | {\displaystyle \operatorname {Mat} (2^{(n-1)/2};\mathbb {F} _{q})}                  | {\displaystyle \operatorname {O} (n;\mathbb {F} _{q})}     |
| 제곱수가 아님 ({\displaystyle Q}가 마이너스형) | 짝수              | {\displaystyle \operatorname {Mat} (2^{n/2};\mathbb {F} _{q})}                  | {\displaystyle \operatorname {Mat} (2^{n/2-1};\mathbb {F} _{q^{2}})}                | {\displaystyle \operatorname {O} ^{-}(n;\mathbb {F} _{q})} |
| 제곱수가 아님                                  | 홀수              | {\displaystyle \operatorname {Mat} (2^{(n-1)/2};\mathbb {F} _{q^{2}})}          | {\displaystyle \operatorname {Mat} (2^{(n-1)/2};\mathbb {F} _{q})}                  | {\displaystyle \operatorname {O} (n;\mathbb {F} _{q})}     |

홀수 표수 유한체 위의 양의 유한 차원 벡터 공간 위에는 정확히 두 개의 이차 형식(의 동형류)가 존재하므로, 이 경우 이차 형식은 그 클리퍼드 대수만으로 구별할 수 있다.

### 표수 2의 유한체
표수 2에서는 등급 텐서곱 {\displaystyle {\hat {\otimes }}}이 일반 텐서곱 {\displaystyle \otimes }과 같다. 표수 2의 유한체 {\displaystyle K=\mathbb {F} _{2^{e}}} 위의 {\displaystyle 2n}차원 벡터 공간 위의 모든 비퇴화 이차 형식은 다음과 같은 두 2차원 이차 형식들의 직합으로 나타낼 수 있다.
{\displaystyle Q_{1}=\left(K^{2},(k_{1},k_{2})\mapsto k_{1}k_{2}\right)}
{\displaystyle Q_{2}\left(K^{2},(k_{1},k_{2})\mapsto (k_{1}^{2}+k_{1}k_{2}+ak_{2}^{2})\right),\qquad a\in K\setminus \{b^{2}+b\colon b\in K\}}
이 경우 {\displaystyle \operatorname {Cliff} (\mathbb {F} _{2^{e}}^{2},Q_{1})} 및 {\displaystyle \operatorname {Cliff} (\mathbb {F} _{2^{n}}^{2},Q_{2})} 둘 다 {\displaystyle K} 위의 중심 단순 대수를 이룬다. 따라서, {\displaystyle 2n}차원 벡터 공간 위의 임의의 비퇴화 이차 형식 {\displaystyle Q}의 클리퍼드 대수는 행렬환과 동형이다.
{\displaystyle \operatorname {Cliff} (\mathbb {F} _{2^{e}}^{2n},Q;\mathbb {F} _{2^{e}})\cong \operatorname {Mat} (2^{n};\mathbb {F} _{2^{e}})}
{\displaystyle \mathbb {F} _{2^{e}}} 위의 유한 차원 벡터 공간 위의 임의의 이차 형식 {\displaystyle Q}는 다음과 같이 비퇴화 이차 형식 {\displaystyle Q_{\text{nondeg}}}과 다음 두 퇴화 이차 형식 가운데 하나와의 직합으로 표현할 수 있다.
{\displaystyle Q=Q_{\text{nondeg}}\oplus {\begin{cases}\operatorname {diag} (0,0,\dots ,0,1)\\\operatorname {diag} (0,0,\dots ,0,0)\end{cases}}}
{\displaystyle \operatorname {Cliff} (\operatorname {diag} (0,0,\dots ,0,0);\mathbb {F} _{2^{e}})} 및 {\displaystyle \operatorname {Cliff} (\operatorname {diag} (0,0,\dots ,0,1);\mathbb {F} _{2^{e}}} 둘 다 외대수와 동형이다. 후자의 경우, 구체적으로 클리퍼드 대수
{\displaystyle \operatorname {Cliff} \left(\operatorname {diag} (1);K\right)=K[x]/(x^{2}+1)}
에서 {\displaystyle y=x+1}로 놓으면 {\displaystyle y^{2}=0}이므로 이는 단위 결합 대수로서 외대수 {\displaystyle \Lambda (K)=K[y]/(y^{2})}와 동형이다.

## 예
가환환 {\displaystyle K} 위의 클리퍼드 대수 {\displaystyle \operatorname {Cliff} (V,Q;K)}는 특수한 경우 다음과 같다.
- 만약 {\displaystyle Q=0}이라면 {\displaystyle \operatorname {Cliff} (V,0;K)=\Lambda (V;K)}는 외대수이다.
- 만약 {\displaystyle V=0}이 자명 가군이며, {\displaystyle Q=0}이 그 위의 유일한 이차 형식이라면, {\displaystyle \operatorname {Cliff} (0,0;K)\cong K}이다.

### 1차원 자유 가군 위의 클리퍼드 대수
만약 {\displaystyle V=K}가 1차원 자유 가군이며, {\displaystyle Q\colon k\mapsto ak^{2}}라면, {\displaystyle \operatorname {Cliff} (K,Q;K)\cong K[x]/(x^{2}-a)}이다. 따라서, 이 경우는 {\displaystyle a=Q(1)}의 동치류 {\displaystyle [a]\in K/K^{2}}에 의하여 분류된다.
만약 추가로 {\displaystyle K}가 표수가 2가 아닌 대수적으로 닫힌 체라면,
{\displaystyle K[x]/(x^{2}-a)\cong {\begin{cases}K\oplus K&a\neq 0\\\Lambda (K)&a=0\end{cases}}}
이다. 구체적으로, {\displaystyle a\neq 0}일 경우
{\displaystyle y_{\pm }={\frac {1}{2}}(1\pm x/{\sqrt {a}})}
를 정의한다면,
{\displaystyle y_{\pm }^{2}=y_{\pm }}
이므로 {\displaystyle K[x]/(x^{2}-a)\cong Ky_{+}\oplus Ky_{-}}가 된다.

### 2차원 자유 가군 위의 클리퍼드 대수
체 {\displaystyle K} 위의 2차원 벡터 공간 위의 비퇴화 이차 형식에 의하여 정의되는 클리퍼드 대수는 사원수형 대수(영어: quaternion algebra, 프랑스어: algèbre de quaternions)라고 한다.
체 위의 사원수형 대수는 환으로서 항상 나눗셈환을 이루거나 또는 2×2 {\displaystyle K} 위의 행렬환 {\displaystyle \operatorname {Mat} (2;K)}과 동형이다. 후자의 경우, 분할 사원수형 대수(영어: split quaternion algebra, 프랑스어: algèbre de quaternions déployée)라고 한다.
{\displaystyle K}가 표수가 2가 아닌 체일 경우, 그 위의 사원수형 대수는 다음과 같이 표기한다.
{\displaystyle \left({\frac {a,b}{K}}\right)=\operatorname {Cliff} \left(\operatorname {Span} _{K}\{i,j\},\operatorname {diag} (a,b);K\right)={\frac {K\langle i,j\rangle }{(i^{2}-a,j^{2}-b,ij+ji)}}\qquad (\deg i=\deg j=1)}
보통 (사원수와 마찬가지로) {\displaystyle ij=-ji=k}로 표기한다.
{\displaystyle K}가 표수가 2가 아닌 체일 경우, 다음 두 조건이 서로 동치이다.
- {\displaystyle ({\tfrac {a,b}{K}})}가 분할 사원수형 대수이다.
- 힐베르트 기호 {\displaystyle (a,b)_{K}=1}이다. 즉, {\displaystyle z^{2}=ax^{2}+by^{2}}의 해가 {\displaystyle K}에서 존재한다.

사원수의 환 {\displaystyle \mathbb {H} }는 실수체 위의 사원수형 대수 {\displaystyle ({\tfrac {-1,-1}{K}})}이다.

## 클리퍼드 해석학
복소해석학의 여러 성질들을 클리퍼드 대수 값을 갖는 함수에 대하여 일반화할 수 있다.

### 디랙 연산자
유클리드 공간 {\displaystyle \mathbb {R} ^{n}} 속의 열린집합 {\displaystyle U\subseteq \mathbb {R} ^{n}} 위의 {\displaystyle {\mathcal {C}}^{1}} 함수
{\displaystyle f\colon U\to \operatorname {Cliff} (0,n;\mathbb {R} )}
가 주어졌다고 하자. 그렇다면, 이러한 함수에 대하여 디랙 연산자
{\displaystyle D=\sum _{i=1}^{n}e_{i}{\frac {\partial }{\partial x_{i}}}}
를 생각할 수 있다 ({\displaystyle e_{i}}는 {\displaystyle \mathbb {R} ^{n}}의 정규 직교 기저). 만약 {\displaystyle f}가
{\displaystyle 0={\overset {\rightarrow }{D}}f=\sum _{i=1}^{n}{\frac {\partial }{\partial x_{i}}}(e_{i}f(x))}
를 만족시킨다면, {\displaystyle f}를 왼쪽 정칙 함수(영어: left holomorphic/monogenic/regular function)라고 하며, 만약 {\displaystyle f}가
{\displaystyle 0=f{\overset {\leftarrow }{D}}=\sum _{i=1}^{n}{\frac {\partial }{\partial x_{i}}}(f(x)e_{i})}
를 만족시킨다면, {\displaystyle f}를 오른쪽 정칙 함수(영어: right holomorphic/monogenic/regular function)라고 한다.
디랙 연산자의 제곱은
{\displaystyle D^{2}=\sum _{i,j=1}^{n}e_{i}e_{j}{\frac {\partial ^{2}}{\partial x_{i}\partial x_{j}}}=-\sum _{i=1}^{n}{\frac {\partial ^{2}}{\partial x_{i}^{2}}}=-\nabla ^{2}}
이므로, {\displaystyle iD}는 라플라스 연산자 {\displaystyle \nabla ^{2}}의 일종의 제곱근이다.

### 코시 적분 공식
클리퍼드 대수 값의 함수에 대하여 일종의 코시의 적분 정리가 성립한다. 즉,
- 두 열린집합 {\displaystyle V\subseteq \operatorname {cl} (V)\subseteq U\subseteq \mathbb {R} ^{n}}가 주어졌으며 ({\displaystyle \operatorname {cl} (V)}는 위상수학적 폐포)
- {\displaystyle V}는 유계 집합이자 단일 연결 공간이며,
- 경계 {\displaystyle \partial V}가 조각별 {\displaystyle {\mathcal {C}}^{1}} 미분 가능 다양체를 이루며,
- {\displaystyle f,g\colon U\to \operatorname {Cliff} (0,n;\mathbb {R} )}는 {\displaystyle {\mathcal {C}}^{1}} 함수이며,
- {\displaystyle f}는 왼쪽 정칙 함수이며 {\displaystyle g}는 오른쪽 정칙 함수라고 하자.

그렇다면, 다음이 성립한다.
{\displaystyle 0=\oint _{\partial V}g(x){\hat {n}}_{\partial V}(x)f(x)\;\mathrm {d} \!x^{n-1}}
여기서
- {\displaystyle {\hat {n}}_{\partial V}\colon \partial V\to \mathbb {R} ^{n}\subset \operatorname {Cliff} (0,n;\mathbb {R} )}는 {\displaystyle \partial V} 위의 바깥 방향 수직 단위 벡터이며,
- {\displaystyle \mathrm {d} \!x^{n-1}}는 {\displaystyle \partial V} 위의 르베그 측도이다.

또한, 다음이 성립한다.
{\displaystyle f(x_{0})={\frac {1}{\operatorname {vol} (\mathbb {S} ^{n-1})}}\oint _{\partial V}{\frac {(x-x_{0}){\hat {n}}_{\partial V}(x)f(x)}{\|x-x_{0}\|^{n}}}\;\mathrm {d} \!x^{n-1}}
{\displaystyle g(x_{0})={\frac {1}{\operatorname {vol} (\mathbb {S} ^{n-1})}}\oint _{\partial V}{\frac {g(x){\hat {n}}_{\partial V}(x)(x-x_{0})}{\|x-x_{0}\|^{n}}}\;\mathrm {d} \!x^{n-1}}
여기서
{\displaystyle \operatorname {vol} (\mathbb {S} ^{n-1})={\frac {2\pi ^{n/2}}{\Gamma (n/2)}}}
는 {\displaystyle n-1}차원 단위 초구의 넓이이다.

### 등각 변환
리만 구 {\displaystyle {\hat {\mathbb {C} }}} 위의 등각 변환은 복소수 계수의 뫼비우스 변환
{\displaystyle z\mapsto {\frac {az+b}{cz+d}}\qquad (a,b,c,d\in \mathbb {C} ,\;ad-bc\neq 0)}
로 나타낼 수 있다. 마찬가지로, {\displaystyle \mathbb {S} ^{n}={\widehat {\mathbb {R} ^{n}}}} 위의 등각 변환은 클리퍼드 대수 {\displaystyle \operatorname {Cliff} (0,n;\mathbb {R} )} 계수의 뫼비우스 변환
{\displaystyle x\mapsto {\frac {ax+b}{cx+d}}\qquad \left(a,b,c,d\in \operatorname {Cliff} (0,n;\mathbb {R} )\right)}
으로 나타내어진다. 이 경우, 2×2 행렬
{\displaystyle {\begin{pmatrix}a&b\\c&d\end{pmatrix}}}
를 등각 변환의 알포르스-팔렌 행렬(영어: Ahlfors–Vahlen matrix)이라고 한다. 2×2 행렬
{\displaystyle M={\begin{pmatrix}a&b\\c&d\end{pmatrix}}\in \operatorname {Mat} (2;\operatorname {Cliff} (0,n;\mathbb {R} ))}에 대하여, 다음 두 조건이 서로 동치이다.:§7.5, 104
- {\displaystyle M}은 알포르스-팔렌 행렬이다. 즉, {\displaystyle {\widehat {\mathbb {R} ^{n}}}} 위의 등각 변환을 정의한다.
- {\displaystyle ac^{\top },bd^{\top }\in \mathbb {R} ^{n}}이며, {\displaystyle ad^{\top }-bc^{\top }\in \mathbb {R} \setminus \{0\}}이다.

특히, 이 경우 뫼비우스 변환의 역원은 다음과 같다.:§7.4, 103
{\displaystyle {\begin{pmatrix}a&b\\c&d\end{pmatrix}}^{-1}={\begin{pmatrix}d^{\top }&-b^{\top }\\-c^{\top }&a^{\top }\end{pmatrix}}}

## 응용

### K이론
위상 K이론은 클리퍼드 대수와 깊은 관련이 있다. 구체적으로, KO-이론의 주기 8의 보트 주기성은 실수 클리퍼드 대수의 주기 8의 보트 주기성과 관련되고, 마찬가지로 KU-이론의 주기 2의 보트 주기성은 복소수 클리퍼드 대수의 주기 2의 보트 주기성과 관련된다.

### 물리학
양자장론에서, 4차원 디랙 스피너를 다룰 때 등장하는 디랙 행렬 {\displaystyle \gamma ^{\mu }} ({\displaystyle \mu =0,1,2,3})들의 곱은 복소수 클리퍼드 대수 {\displaystyle \operatorname {Cliff} (4;\mathbb {C} )\cong \operatorname {Mat} (4;\mathbb {C} )}를 생성한다. 마찬가지로, 3차원 스피너를 다룰 때 등장하는 파울리 행렬 {\displaystyle \sigma ^{1},\sigma ^{2},\sigma ^{3}}들은 {\displaystyle \{\sigma ^{i},\sigma ^{j}\}=2\delta ^{ij}\sigma ^{i}}를 만족시키며, 클리퍼드 대수 {\displaystyle \operatorname {Cliff} (3,0;\mathbb {R} )\cong \operatorname {Mat} (2;\mathbb {C} )}를 이룬다. 스피너의 벡터 공간은 이와 같은 클리퍼드 대수 위의 가군을 이룬다.

## 역사
영국의 기하학자 윌리엄 킹던 클리퍼드가 도입하였다. 클리퍼드는 1876년 3월 10일에 런던 수학회(영어: London Mathematical Society)에서 〈기하학적 대수의 분류에 대하여〉(영어: On the classification of geometric algebras)라는 제목의 강의를 하였으며, 그 미출판 원고는 클리퍼드 사후에 발견되었다. 1878년에 클리퍼드는 미국의 수학 저널에 관련 논문을 출판하였다.
루돌프 립시츠는 클리퍼드와 독자적으로 1880년에 클리퍼드 대수를 발견하였고, 또 클리퍼드 군을 최초로 사용하였다.:220, §17.2
알포르스-팔렌 행렬은 오스트리아의 카를 테오도어 팔렌(독일어: Karl Theodor Vahlen)이 1902년에 도입하였고, 이후 핀란드의 라르스 알포르스가 재발견하였다.
1964년에 마이클 아티야 · 라울 보트 · 아놀드 새뮤얼 샤피로(영어: Arnold Samuel Shapiro)는 클리퍼드 대수가 위상 K이론과 깊은 관련이 있음을 발견하였다.

## 같이 보기
- 기하적 대수학
- 디랙 연산자
- 디랙 행렬
- 사원수
- 스피너
- 스핀 군
- 스핀 다양체
- 외대수
- 케일리-딕슨 구성
- 팔원수